# Jam-session

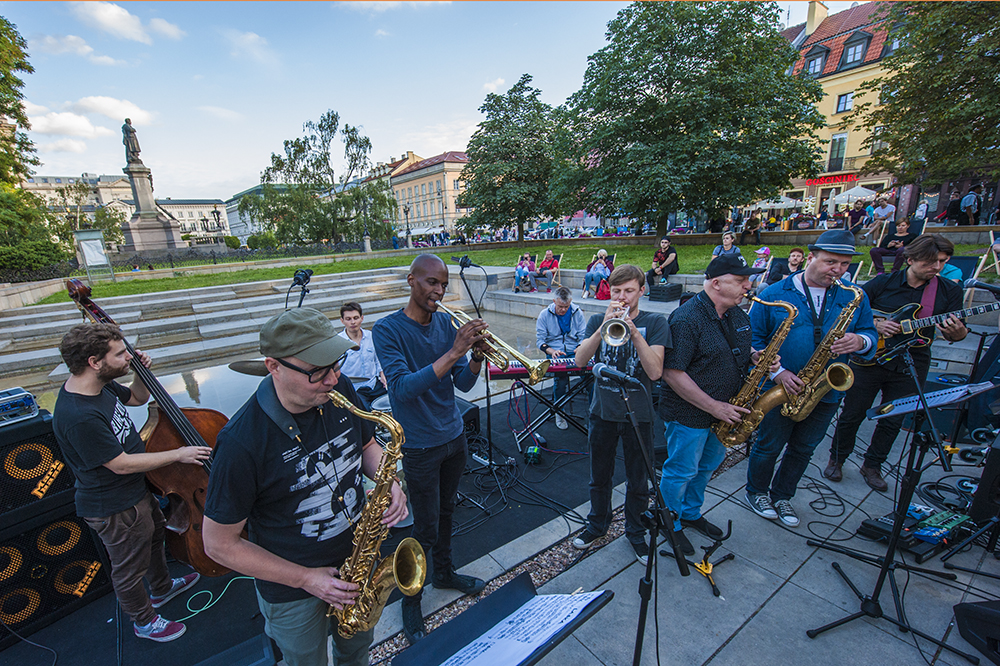
Jam-session de músics de jazz locals a Varsòvia (2019).

Una jam-session (en anglès, jam session) pot traduir-se literalment com sessió d'improvisació. L'expressió fa referència a la improvisació musical en melodies conegudes, sense cap mena de preparació prèvia. Van tenir una gran importància com a nuclis de desenvolupament de les idees renovadores de la dècada del 1950.
El mot anglès jam usat en aquest context té els seus orígens a la dècada del 1920, i fa referència a un fragment curt, improvisat lliurement, per tot el grup. La derivació d'aquest ús és un xic incert, així com altres termes que s'introduïren a l'idioma anglès per mitjà de la música jazz, com Hip, Hep, o Hepcat. És força probable que el terme provingui del Wolof de l'Àfrica oriental. Les improvisacions poden estar basades lleugerament en una harmonia o partitura suggerida per un dels participants. Excepcionalment, es pot donar el cas d'una improvisació pura. És a dir que no es treballi sobre cap melodia coneguda, sinó que sigui el fruit d'una improvisació en aquell precís instant. En el context novaiorquès del jazz, foren populars les reunions informals de músics en pisos particulars o festes, en les quals improvisaven interpretacions sobre melodies conegudes per tots i escollides en aquell mateix instant.
Les jam-sessions són consubstancials al jazz en tant que són, històricament, el seu origen: recreacions espontànies al carrer de melodies populars.